# Pyrrothrix hossei
Pyrrothrix hossei là một loài thực vật có hoa trong họ Ô rô. Loài này được (C.B. Clarke) C.Y. Wu & C.C. Hu mô tả khoa học đầu tiên năm 2002.